# Табарт, Бенджамин
Бе́нджамин Та́барт (англ. Benjamin Tabart, 1767 — 1833) — английский издатель и писатель.
Известен, прежде всего, как составитель, публикатор и в значительной степени автор серии «Детская библиотека» (англ. Juvenile Library), продававшейся им в одноимённой лавке на Нью-Бонд-стрит в Лондоне. В серии были изданы переводы и переложения сказок Шарля Перро и мадам д’Онуа, историй из «Тысячи и одной ночи», обработки многих британских фольклорных сюжетов, в том числе легенд о Робине Гуде. В 1807 году в обработке Табарта впервые была опубликована известнейшая английская народная сказка «Джек и бобовый стебель», в которую Табарт добавил от себя дополнительный персонаж — фею, разъяснявшую смысл сказки. В целом, однако, сравнительно с обычаями времени морализирующий аспект в книгах Табарта для детей был довольно невелик.
В качестве редактора и переводчика с Табартом сотрудничала Мэри Уолстонкрафт.